# Echoschwelle
Die Echoschwelle oder die Echowahrnehmungsschwelle beschreibt die minimale „Verzögerung“ (Zeitdifferenz), die Reflexionen eines Schalls gerade noch haben dürfen, um als separates Hörereignis (Echo) nach dem Direktschall (Primärsignal) wahrgenommen zu werden.
Die Echoschwelle ist von verschiedenen Parametern abhängig:
- Die Echoschwelle ist stark abhängig vom „Signaltyp“, also von der Charakteristik des Schalls. Sie kann zwischen 20 ms (bei „Klicks“) und mehreren Sekunden (bei langsamer Orchestermusik) liegen. Unterhalb der Echoschwelle werden die Reflexionen als Nachhall wahrgenommen.

- Die Echoschwelle ist ebenso abhängig von der „Art des Reflexionsmusters“.  Echos sind insbesondere dann leicht wahrnehmbar, wenn nur eine oder nur wenige reflektierende Flächen existieren (Brücken, Felswände usw.) bei einer Vielzahl von reflektierenden Flächen (z. B. in Kirchen) entsteht durch die zeitliche Dichte der Reflexionen eher der Höreindruck eines Nachhalls.

- Die Echoschwelle ist ebenso abhängig vom „Pegel“ (also der „Lautstärke“) der Reflexionen als Pegeldifferenz zum Direktschall. Je höher der Pegel der Rückwürfe im Vergleich zum Direktschall ist, desto niedriger liegt die Echoschwelle.

Der Aussage, dass Reflexionen, die später als 30 bis 50 ms eintreffen, als störendes Echo wahrgenommen werden, fehlt die wichtige Ergänzung, dass dabei der Pegel des Rückwurfs genau gleich dem Pegel des Direktsignals (Primärsignals) sein muss. Bei niedrigerem Reflexionspegel trifft nämlich diese Angabe nicht zu, denn je nach Signaltyp, Pegeldifferenz und Zeitdifferenz entstehen unterschiedliche Klangeindrücke. Sie reichen von kammfilterartigen Verfärbungen über Raumeindrücke, Residualtonhöhen bis hin zur Wahrnehmung separater Hörereignisse, die wir Echo nennen, aber erst oberhalb der Echoschwelle.